# Popillia ruandana
Popillia ruandana är en skalbaggsart som beskrevs av Hermann Julius Kolbe 1910. Popillia ruandana ingår i släktet Popillia och familjen Rutelidae. Inga underarter finns listade i Catalogue of Life.